# Sergia colosii
Sergia colosii är en kräftdjursart som först beskrevs av Cecchini 1933.  Sergia colosii ingår i släktet Sergia och familjen Sergestidae. Inga underarter finns listade i Catalogue of Life.